# Spoorlijn Bazel - Konstanz
De spoorlijn Bazel - Konstanz ook wel Hochrheinbahn genoemd is een Duitse spoorlijn als lijn 4000 onder beheer van DB Netze. Met een lengte van ruim 414 km van Mannheim via Bazel naar Konstanz is dit een van de langste Duitse spoorlijnen.
Tussen Singen en Konstanz maken de treinen van de Schwarzwaldbahn gebruik van dit traject.

## Geschiedenis
Het traject van de Badischen Staatseisenbahnen werd in fases geopend:
- 4 februari 1856: Bazel - Bad Säckingen
- 30 oktober 1856: Bad Säckingen - Waldshut
- 15 juni 1863: Waldshut - Konstanz
- 18 augustus 1859: Waldshut - Koblenz AG

## Treindiensten

### bwegt
De bwegt verzorgt het personenvervoer op dit traject met RE- / RB-treinen.

#### Interregio-Express
De bwegt berijdt iedere twee uur dit traject met een IRE-sneltrein van Friedrichshafen en Singen naar Bazel. Deze treinen bestaan uit een of meer treinstellen van het type Baureihe 612.

### DB

#### InterCityExpress
De Deutsche Bahn verzorgt het internationaal personenvervoer sinds 1996 tussen Stuttgart Hbf en Zürich HB met vijf treinstellen van het type InterCityExpress. Deze treinstellen werden in 2006 verlengd van vijf wagens tot zeven wagens.

### SBB GmbH
De Seehas is een regionale stoptreindienst bedreven door SBB GmbH tussen Konstanz over de Hochrheinbahn naar Singen (Hohentwiel) en over de Schwarzwaldbahn naar Engen.
Hiervoor worden door SBB GmbH treinen van het type RABe 526 gebruikt.

### SBB
De Schweizerische Bundesbahnen (SBB) verzorgt het intercityverkeer van/naar Zürich en Konstanz. De treinen zijn in de dienstregeling aangeduid met de letters: IC.
Deze treindienst maakt tussen Weinfelden en Konstanz gebruik van het traject Wil - Konstanz.

### Cisalpino
De Cisalpino verzorgde het internationaal personenvervoer tussen 1993 en 2006 de treindienst tussen Stuttgart Hbf en Milaan Centraal uit met treinstellen van het type Pendolino. Deze treindienst werd in 2006 ingekort tussen Schaffhausen en Milaan Centraal.

### S-Bahn Zürich
De treindiensten van de S-Bahn van Zürich worden uitgevoerd door de Zwitserse federale spoorwegen en THURBO.

### S-Bahn Sankt Gallen
De treindiensten van de S-Bahn van Sankt Gallen worden uitgevoerd door de AB, SOB, THURBO.

## Aansluitingen
In de volgende plaatsen was of is er een aansluiting van de volgende spoorwegmaatschappijen:

### Basel Bad. Bahnhof
Het huidige station Basel Bad. Bahnhof werd op 13 september 1913 geopend.
- Regio S-Bahn Basel
- Basler Verbindungsbahn, spoorlijn tussen Basel Bad. Bahnhof en Basel St. Johhann / Muttenz
- Rheintalbahn, spoorlijn tussen Mannheim Hbf en Basel Bad.bf
- Wiesentalbahn, spoorlijn tussen Bazel Bad.bf en Zell im Wiesental
- HSL Karlsruhe - Bazel, hogesnelheidsspoorlijn tussen Karlsruhe en Bazel

### Waldshut
- Waldshut - Turgi, spoorlijn tussen Waldshut - Koblenz (CH) en Turgi

### Schaffhausen
- Seelinie, spoorlijn tussen Schaffhausen en Rorschach
- Schaffhausen - Bülach, spoorlijn tussen Schaffhausen en Bülach
- Rheinfallbahn, spoorlijn tussen Winterthur en Schaffhausen

### Singen (Hohentwiel)
- Schwarzwaldbahn, spoorlijn tussen Offenburg en Singen (Hohentwiel)
- Gäubahn, spoorlijn tussen Stuttgart en Singen (Hohentwiel)
- Etzwilen - Singen, spoorlijn tussen Etzwilen en Singen (Hohentwiel)

### Radolfzell
- Schwarzwaldbahn, spoorlijn tussen Offenburg en Singen (Hohentwiel)
- Seehäsle, spoorlijn tussen Radolfzell en Stockach (-Mengen)
- Bodenseegürtelbahn, spoorlijn tussen Radolfzell en Lindau

### Konstanz
- Schwarzwaldbahn, spoorlijn tussen Offenburg en Singen (Hohentwiel)
- Spoorlijn tussen Wil en Konstanz

### Kreuzlingen
- Seelinie, spoorlijn tussen Schaffhausen en Rorschach
- Spoorlijn tussen Wil en Konstanz

### Kreuzlingen haven
- Seelinie, spoorlijn tussen Schaffhausen en Rorschach

## Elektrische tractie
Het traject tussen Schaffhausen en Konstanz werd geëlektrificeerd met een spanning van 15.000 volt 16⅔ Hz wisselstroom.
Sinds 26 augustus 2013 is het traject tussen Erzingen (Baden) en Schaffhausen geëlektrificeerd.

## Afbeeldingen

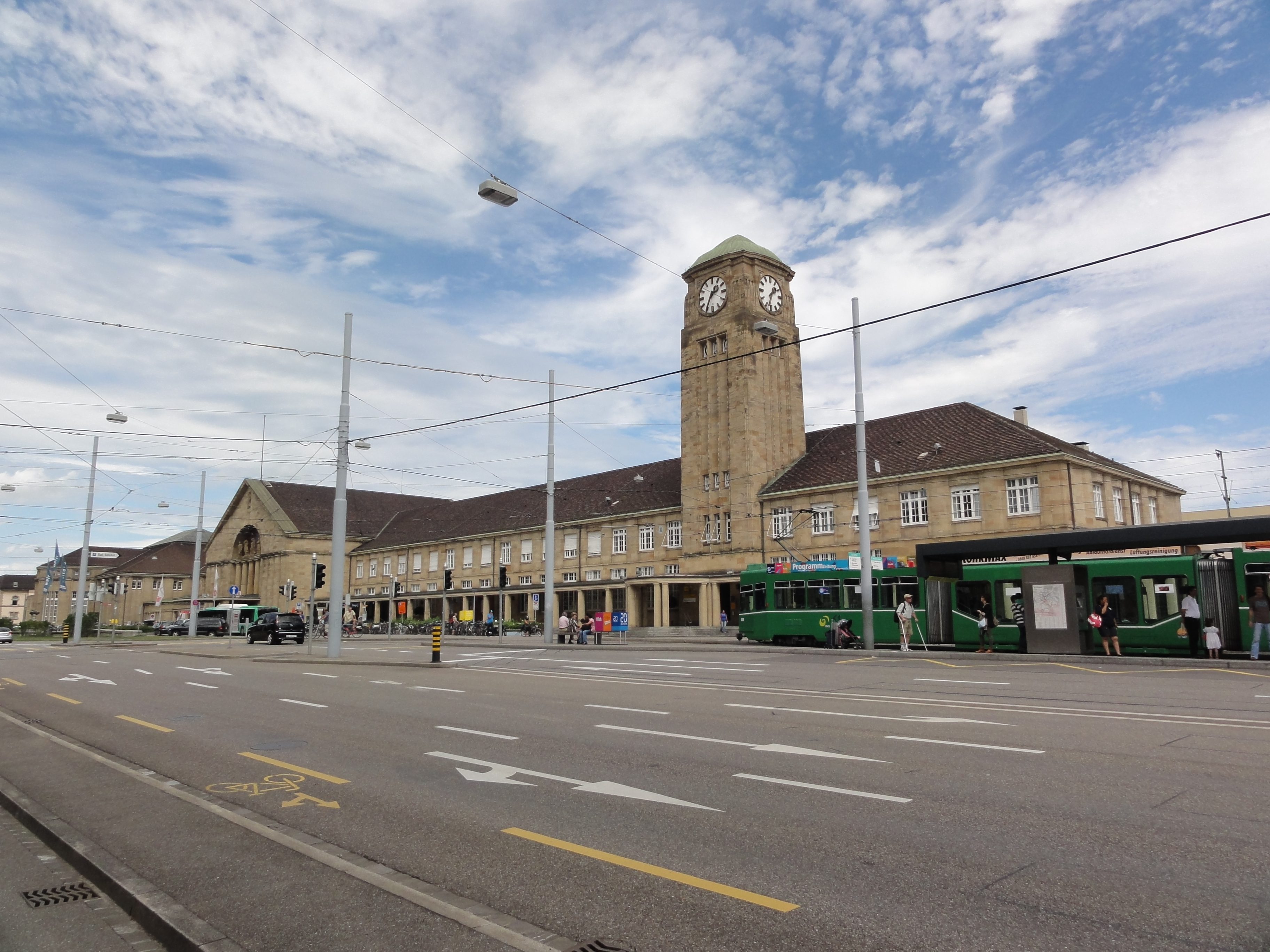
Basel Badischer Bahnhof
Trein bij Beringen, CH
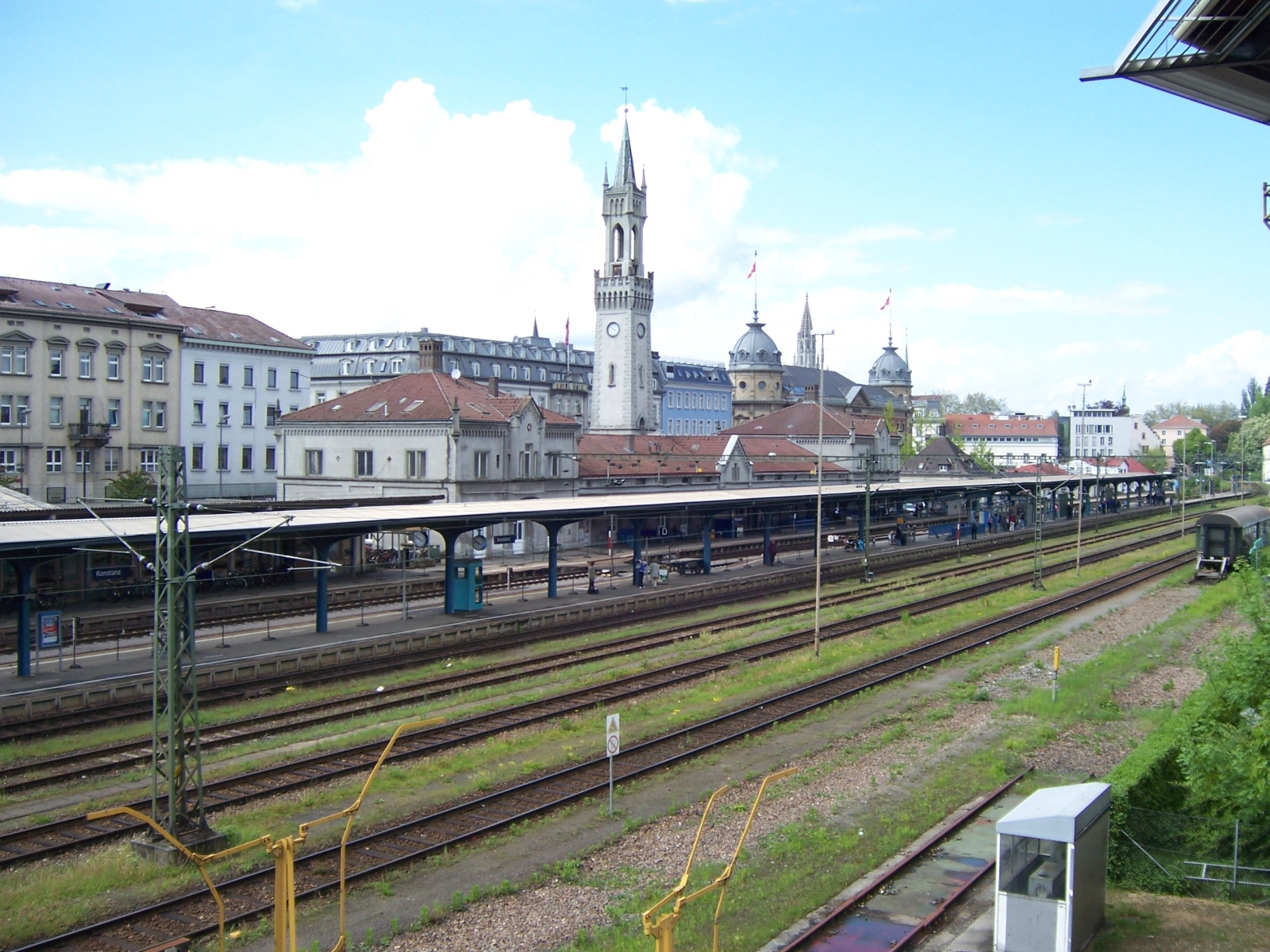
Station Konstanz